# Südtiroler Minderheitenpreis
Der Südtiroler Minderheitenpreis ist eine Auszeichnung der Autonomen Provinz Bozen/Südtirol. Er kann jährlich von der Südtiroler Landesregierung an eine oder mehrere Personen, die sich für den Frieden, den Minderheitenschutz und das Zusammenleben von Sprachgruppen besonders eingesetzt haben, vergeben werden.
Der Preis besteht aus einer Urkunde, in welcher die Gründe für die Verleihung angeführt sind, und ist mit 20.000,00 Euro dotiert. Er wird jeweils am 5. September, dem Jahrestag des Pariser Vertrags, verliehen. Erstmals wurde er 2009 verliehen.

## Preisträger
- August Gril (verliehen am 5. September 2009)[2]
- Föderalistische Union Europäischer Volksgruppen (FUEV) (verliehen am 5. September 2011)[3]
- Tenzin Gyatso, 14. Dalai Lama (verliehen am 10. April 2013)[4]